# Batticaloa

Batticaloa är belägen i ett distrikt med samma namn, här markerat på en karta över Sri Lanka.

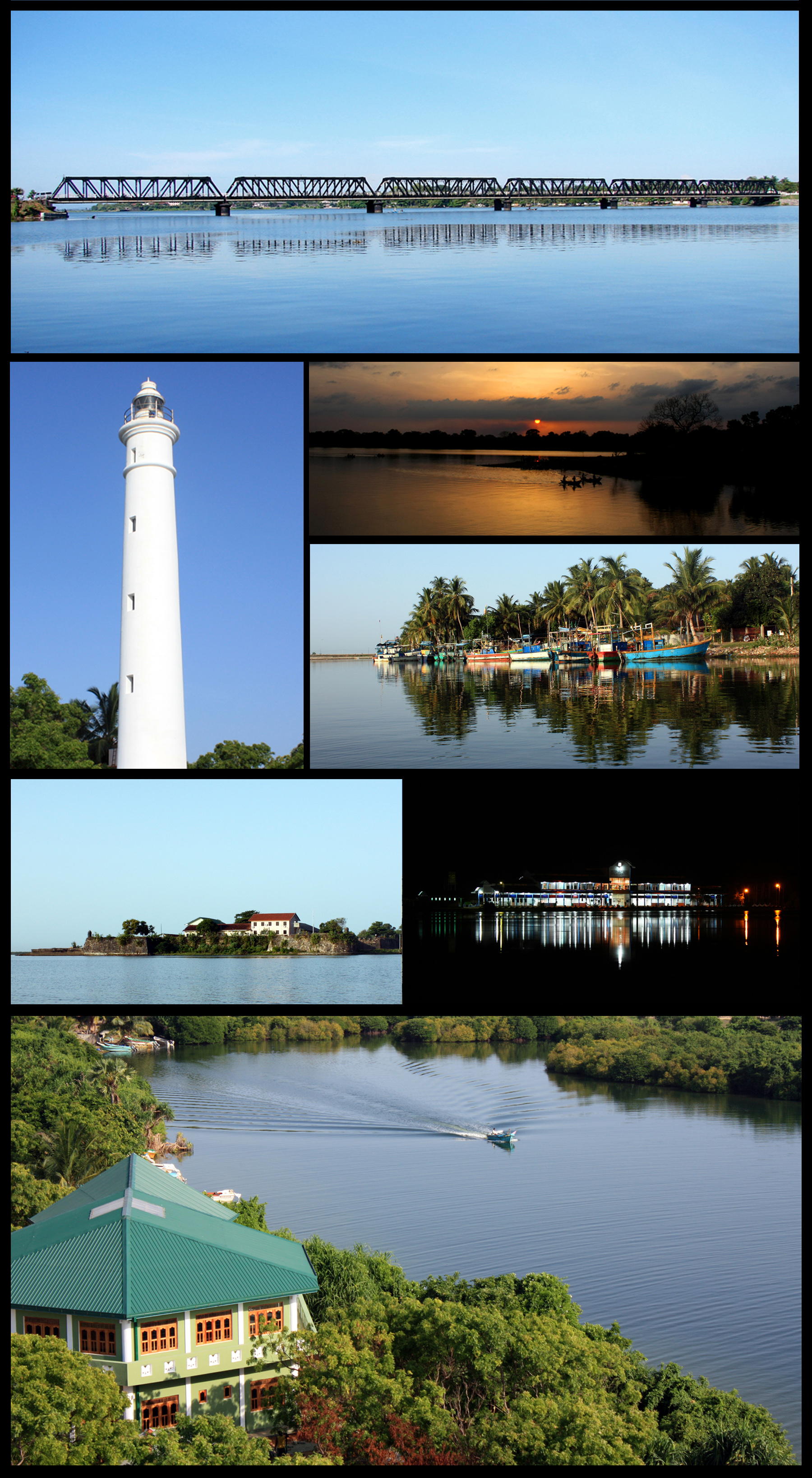
Batticaloa.

Batticaloa (மட்டக்களப்பு på Tamil, මඩකලපුව på singalesiska) är en stad i östprovinsen i Sri Lanka. Befolkningen uppgick år 2007 till 88 459 invånare, med totalt 127 982 invånare i storstadsområdet inklusive den närbelägna staden Kattankudy. Staden är även administrativ huvudort för ett distrikt med samma namn.

## Klimat
|                                            | Jan   | Feb   | Mar  | Apr  | Maj  | Jun  | Jul  | Aug  | Sep  | Okt   | Nov   | Dec   |
| ------------------------------------------ | ----- | ----- | ---- | ---- | ---- | ---- | ---- | ---- | ---- | ----- | ----- | ----- |
| Normaldygnets maximitemperaturs medelvärde | 27,8  | 28,6  | 30,0 | 31,6 | 33,0 | 34,0 | 33,4 | 33,1 | 32,2 | 30,9  | 29,3  | 28,1  |
| Normaldygnets minimitemperaturs medelvärde | 23,2  | 23,6  | 24,3 | 25,3 | 25,7 | 25,6 | 25,3 | 25,1 | 24,8 | 24,3  | 23,8  | 23,5  |
|                                            |       |       |      |      |      |      |      |      |      |       |       |       |
| Nederbörd                                  | 210,3 | 128,4 | 89,0 | 55,0 | 39,3 | 23,9 | 41,4 | 48,5 | 67,0 | 180,0 | 349,6 | 418,5 |

| Diagram | temperaturer i °C • månadsnederbörd i mm • Källa: WMO | temperaturer i °C • månadsnederbörd i mm • Källa: WMO | temperaturer i °C • månadsnederbörd i mm • Källa: WMO | temperaturer i °C • månadsnederbörd i mm • Källa: WMO | temperaturer i °C • månadsnederbörd i mm • Källa: WMO | temperaturer i °C • månadsnederbörd i mm • Källa: WMO | temperaturer i °C • månadsnederbörd i mm • Källa: WMO | temperaturer i °C • månadsnederbörd i mm • Källa: WMO | temperaturer i °C • månadsnederbörd i mm • Källa: WMO | temperaturer i °C • månadsnederbörd i mm • Källa: WMO | temperaturer i °C • månadsnederbörd i mm • Källa: WMO | temperaturer i °C • månadsnederbörd i mm • Källa: WMO |
|         | 210 28 23                                             | 128 29 24                                             | 89 30 24                                              | 55 32 25                                              | 39 33 26                                              | 24 34 26                                              | 41 33 25                                              | 49 33 25                                              | 67 32 25                                              | 180 31 24                                             | 350 29 24                                             | 419 28 24                                             |